# Arte amarniana
Con arte amarniana si intende la produzione artistica dell'antico Egitto legata alle vicende di Akhenaton, sovrano appartenente alla XVIII dinastia.
Il termine deriva dalla località di Amarna (l'antica Akhetaton).
L'atonismo, la particolare concezione religiosa di Akhenaton, ebbe ripercussioni molto sensibili non solo sulla religione in senso stretto, ma in tutti i campi della vita egizia: si ebbe perciò una "democratizzazione" della lingua, l'invenzione di nuovi strumenti di costruzione (i cosiddetti talatat), e, in campo artistico, una vera e propria rivoluzione. I nuovi canoni vennero quasi certamente dettati dal re in persona se, nella sua tomba, lo scultore di corte Bak si autoproclama "allievo" dello stesso sovrano. Proprio a tale rivoluzione si dà oggi il nome di "arte amarniana".

## Architettura

### Architettura religiosa

Planimetria del tempio di Aton a Karnak

L'architettura templare del periodo amarniano si discosta da quella dei periodi precedenti e da quelli successivi. Si abbandona la consueta successione di ambienti chiusi e semioscuri, prediligendo ampi cortili a cielo aperto.

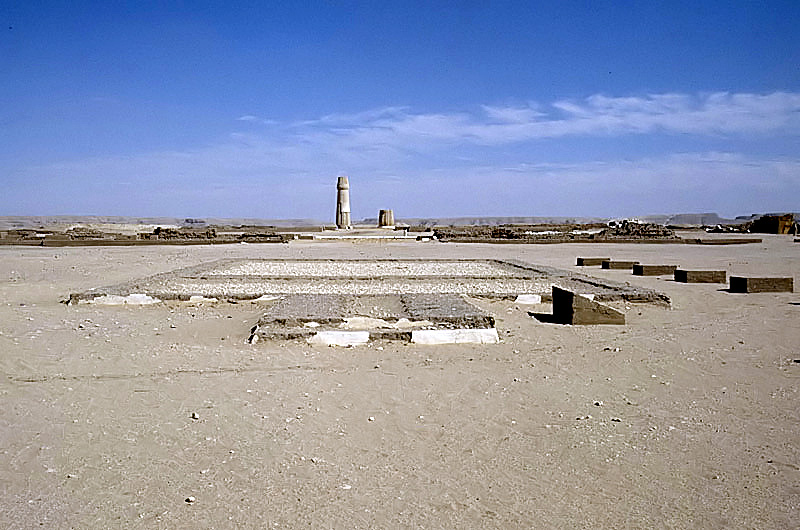
Resti di Akhetaton

Amenothep IV/Akhenaton nei primi anni di regno mantiene la sede politica e religiosa a Tebe, dove erige, accanto al tempio di Amon a Karnak, un santuario dedicato al dio solare Aton. Il tempio, chiamato Gem-pa-Aton (Incontro con Aton), misurava 130 m x 200 m ed era orientato a est. L'edificio cultuale era composto da un lungo cortile scoperto circondato da portici e decorato con statue del faraone alte fino a 5 m. Il tempio fu demolito dai successori di Akhenaton e oggi se ne conservano solo poche rovine e piccoli blocchi in calcare, talatat, decorati con rilievi dipinti.
Nel quinto anno del suo regno, Akhenaton, abbandona Tebe per fondare una nuova capitale nel Medio Egitto: Akhetaton (Orizzonte di Aton) oggi Tell el-Amarna. Con questa azione il faraone cercò di porre freno (cosa peraltro iniziata, sia pure in tono minore, sotto il governo dei suoi predecessori) allo strapotere del clero di Amon.
Nella nuova capitale vengono eretti due importanti santuari dedicati al culto del disco solare: il grande tempio di Aton o Per-Aton (Casa di Aton) e il piccolo tempio di Aton o Pa-hut-Aton (Tempio di Aton).
Entrambi gli edifici cultuali erano costituiti da una successione di piloni d'ingresso e cortili a cielo aperto, correlati da numerosissimi altari.
La città di Akhetaton e il culto di Aton furono abbandonati subito dopo la morte del faraone e la nuova capitale fu distrutta dai faraoni della XIX dinastia. Oggi a Tell el-Amarna si conservano solo fondamenta e poche costruzioni.

### Architettura funeraria reale

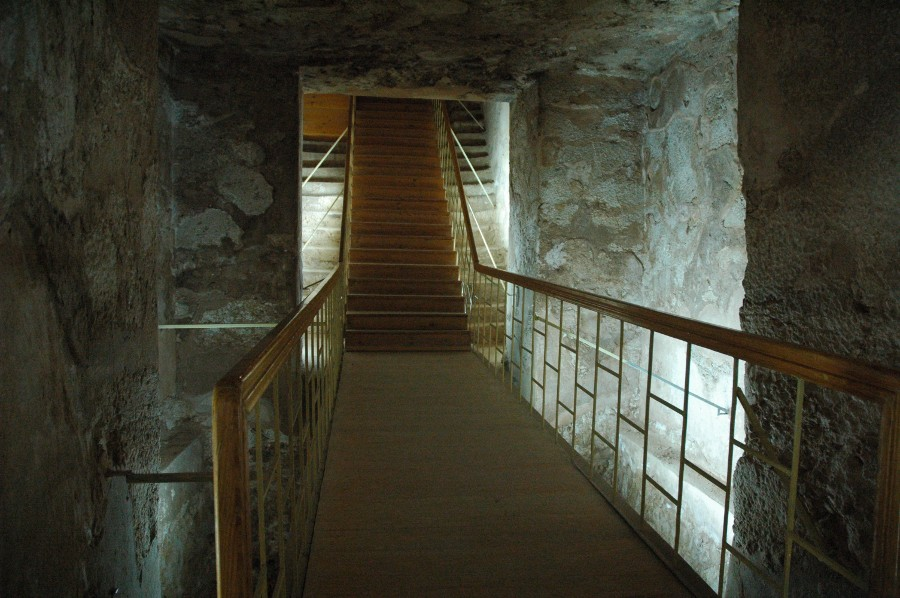
Scala e corridoio d'ingresso della tomba di Akhenaton

Sui rilievi montuosi a est della città di Akhetaton, all'interno di un canalone, il faraone Akhenaton fece scavare nella viva roccia un ipogeo per accogliere le proprie spoglie mortali e quelle dell'intera famiglia reale (Tomba reale di Akhenaton). Le prime notizie del ritrovamento di questa tomba risalgono al 1891. La sepoltura si discosta dalle tombe reali fino ad allora realizzate nella necropoli tebana, la Valle dei Re, per la sua linearità; infatti gli ipogei precedenti al periodo amarniano seguivano un andamento curvilineo e discendente. Un secondo elemento innovativo della tomba amarniana, è costituito dalla predisposizione alla sepoltura dell'intera famiglia reale, che si discostava dal tradizionale ipogeo per la singola figura del faraone o della consorte.

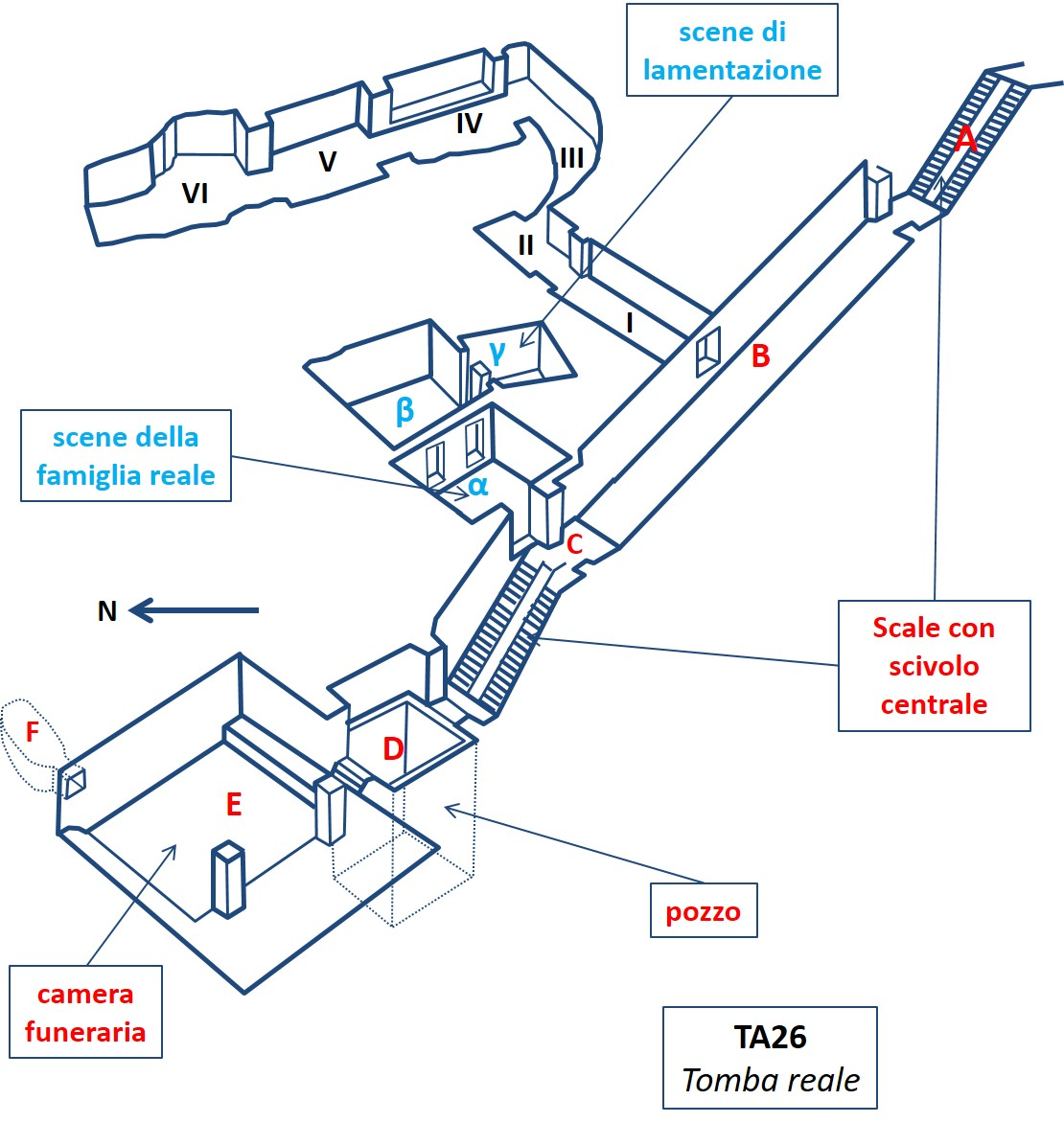
TA26 TombaReale2

La tomba amarniana, nonostante risulti incompiuta, è di notevoli dimensioni. Dall'ingresso scende una scala di 20 gradini, nella cui parte centrale vi è lo scivolo predisposto per la discesa dei sarcofagi, che conduce ad un corridoio lungo 21,80 metri e alto 3 metri, al termine del quale parte una seconda scala di 17 gradini conducente al pozzo di protezione, profondo 3,50 metri. Oltre il pozzo di protezione si giunge alla sala del sarcofago, 10x10 metri, che presenta sul lato sinistro una piattaforma rialzata con due pilastri a pianta quadrata. L'angolo destro dell'immensa aula sepolcrale presenta un'apertura che conduce ad un piccolo ambiente incompiuto. Circa a metà del lungo corridoio, si apre l'ingresso di un secondo corridoio che conduce ad una serie di ambienti, uno dei quali presenta l'anomala forma di 1/4 di cerchio. Questi locali costituivano probabilmente la sepoltura della regina Nefertiti, anche questa sezione della tomba risulta incompiuta. Poco dopo l'ingresso delle stanze destinate alla regina, tra il corridoio e la seconda scala, si trova un secondo ingresso che si apre su una serie di tre stanze, queste costituivano la sepoltura della secondogenita, morta molto giovane, di Akhenaton e Nefertiti, Maketaton, come testimoniato dal ritrovamento di frammenti del suo sarcofago e dai rilievi che ornano la camera sepolcrale. Il corridoio principale della sepoltura presenta tracce di altri ingressi, mai realizzati, che probabilmente dovevano portare, almeno nel progetto, agli appartamenti funerari delle altre figlie della coppia reale.

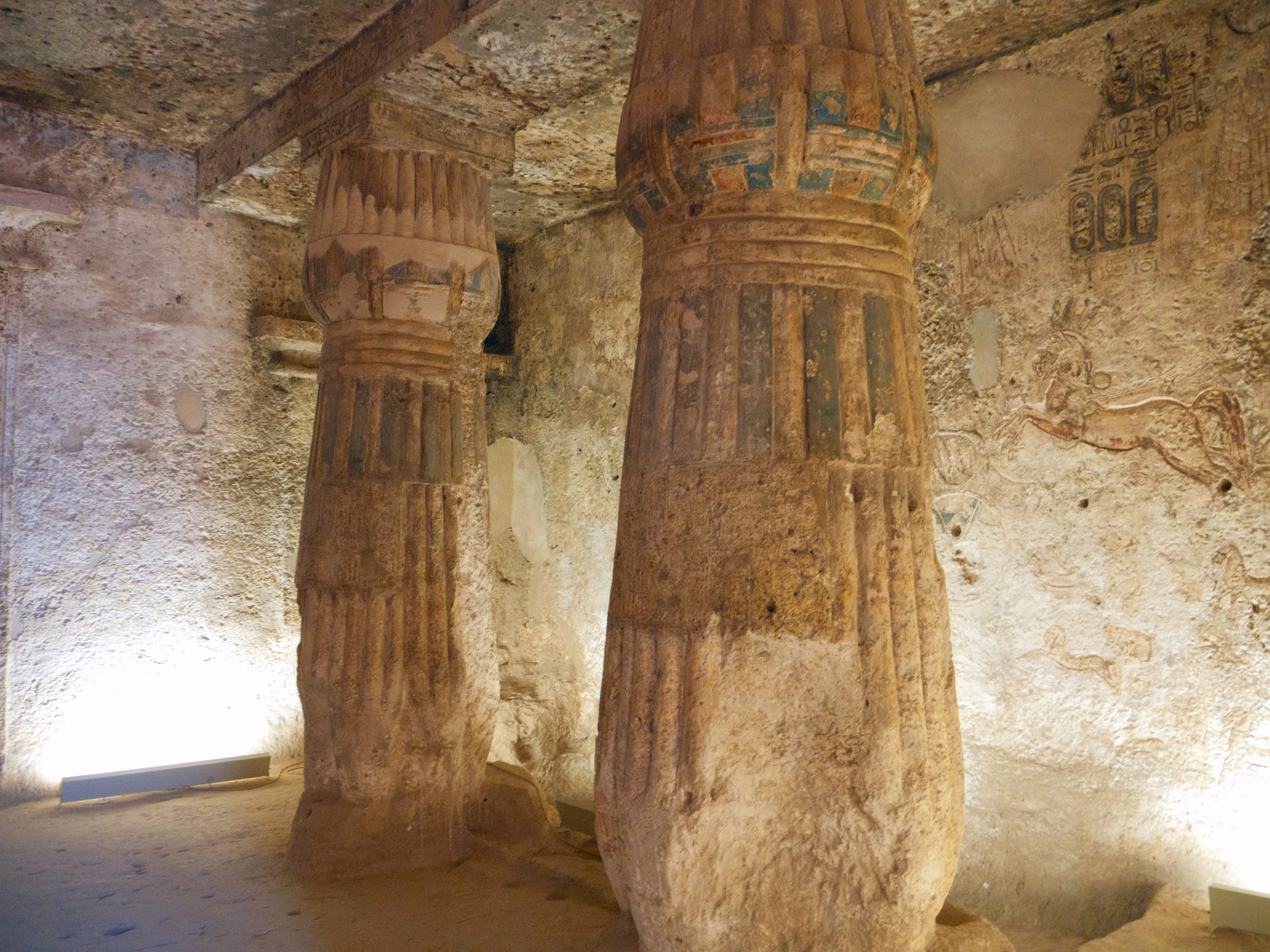
Interno della tomba del dignitario Panehesy

L'incompiutezza del sepolcro, la scarsa presenza di rilievi, e la mancanza di testimonianze archeologiche di corredi funebri, hanno fatto ipotizzare l'abbandono della tomba subito dopo la morte di Maketaton. Se ciò fosse confermato, significherebbe che la sepoltura di Akhenaton e Nefertiti si troverebbe ancora occultata all'interno del canalone. Tra gli storici il dibattito è ancora aperto.

### Architettura funeraria privata
Le sepolture dei privati, dignitari e notabili, sono poste lungo i pendii del canalone che conduce all'ipogeo reale, dalla disposizione sui due lati del sentiero sono divise in Gruppo Nord e Gruppo Sud. Tra esse ha rilevanza la Tomba di Huya.
La tipologia non si discosta dalle planimetrie delle sepolture delle necropoli tebane: sala lunga, sala trasversale, pozzo di protezione e cappella con la statua del defunto. La maggior parte di questi ipogei, iniziati nel 6º anno dal trasferimento della capitale, risultano incompiuti e pochissimi ospitarono le spoglie mortali dei loro proprietari.

## Scultura e rilievo

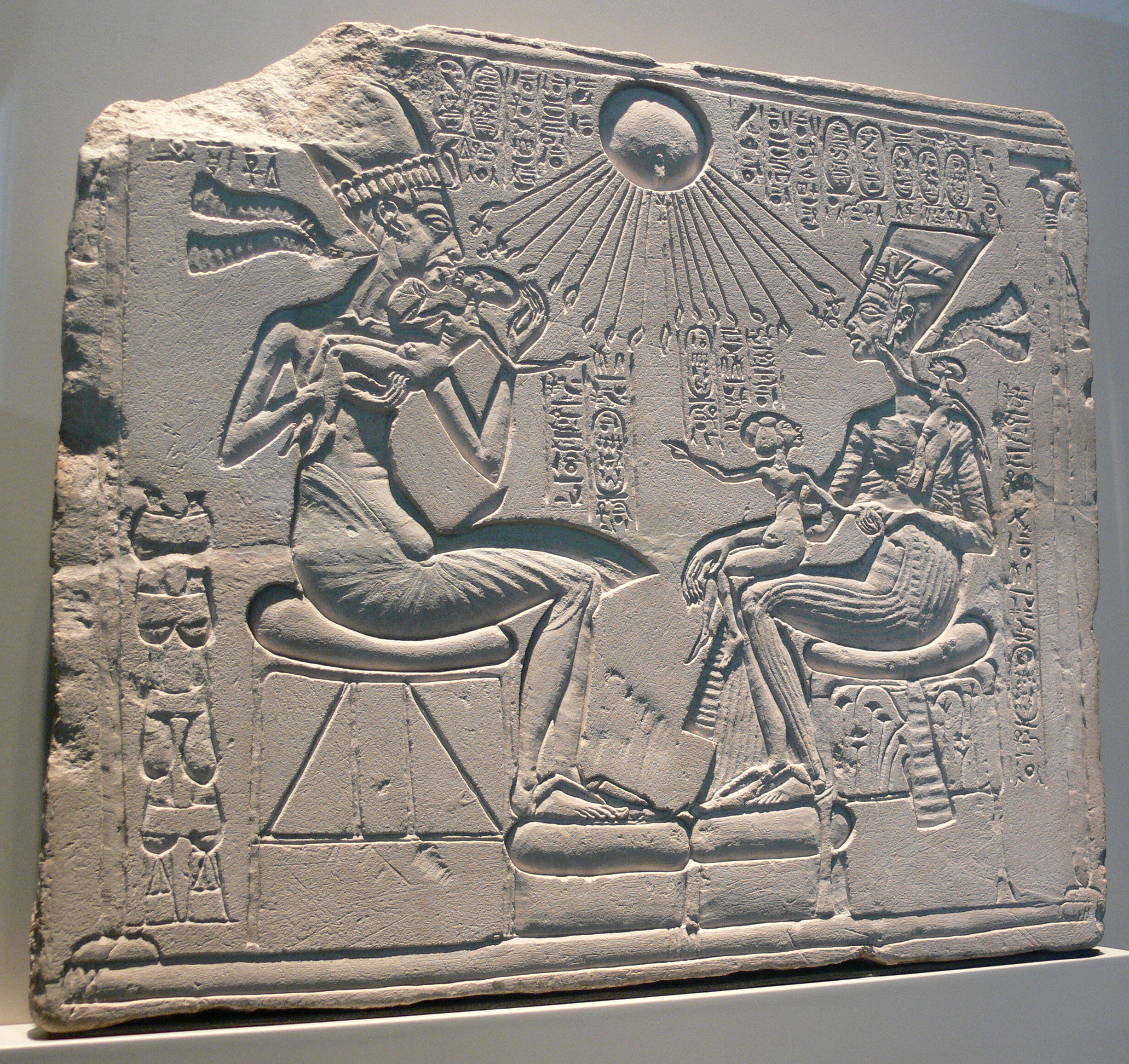
Rilievo con Akhenaton, Nefertiti e le figlie, Berlino, Staatliche Museen, Agyptisches Museum

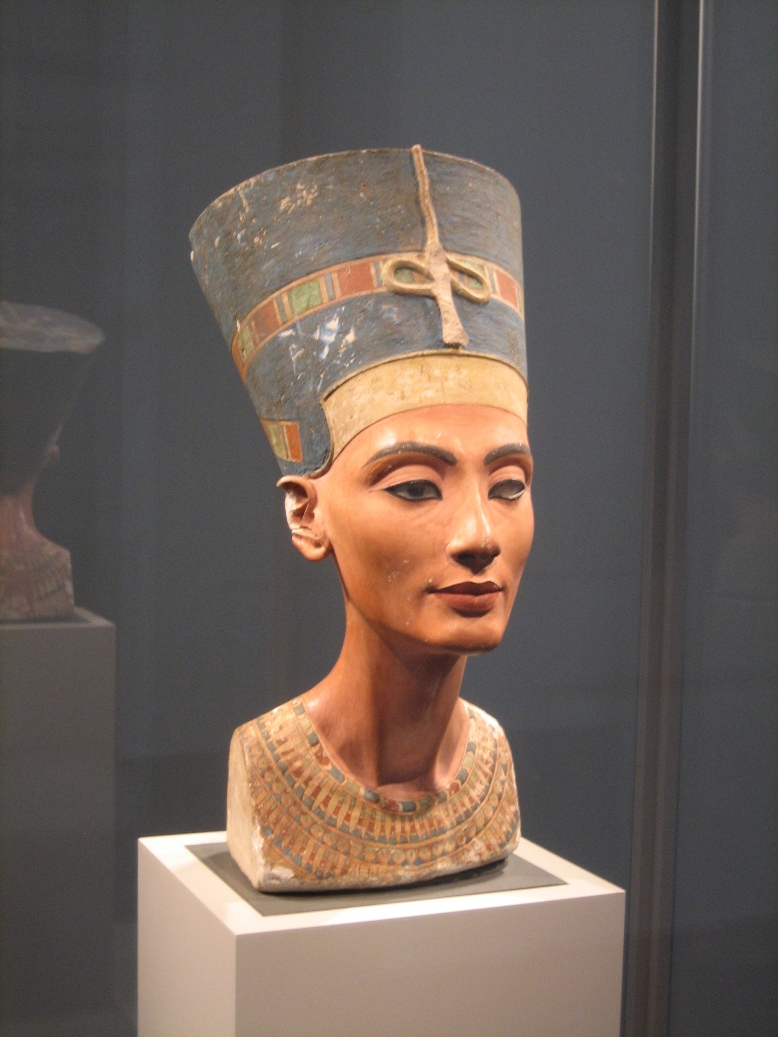
Busto di Nefertiti, Berlino, Staatliche Museen, Agyptisches Museum

Precedentemente, e poi successivamente a questa breve parentesi nella storia millenaria dell'Egitto faraonico, la statuaria, così come il rilievo, sottostavano a canoni principalmente di tipo politico-religioso-propagandistico; la rappresentazione del sovrano era, più che una raffigurazione delle reali fattezze dell'individuo, l'affermazione di precisi messaggi che dovevano essere percepiti dagli osservatori. L'usanza di porre statue del re ai confini del paese voleva, inoltre, essere un monito per eventuali mire di aggressione allo Stato. Ecco perciò figure in atteggiamento serio, dal viso volitivo ed inespressivo, con grandi orecchie (a voler simboleggiare la capacità di essere sempre presente dappertutto), muscolatura massiccia posta in bella evidenza sui piloni templari con il re sempre rappresentato nell'atto di colpire con una mazza i nemici del paese.
L'arte amarniana è l'esatto opposto: si passa ad un verismo spesso esasperato, al limite della caricatura. Alle immagini perfettamente statiche precedenti si contrappongono immagini di vita con nastri svolazzanti e scene familiari prima impensabili(se si escludono le figure in cui la donna, generalmente, abbraccia alla vita lo sposo quasi in una sorta di presentazione del medesimo alla divinità, come nei gruppi scultorei di Micerino).
Un rilievo amarniano mostra Akhenaton e Nefertiti che, seduti su due troni, si fronteggiano; entrambi hanno sulle ginocchia le proprie figlie in una scena familiare di raro verismo per il periodo storico. Dalle corone, che entrambi indossano, pendono nastri che svolazzano.
Un'altra statua, non ultimata ed ancora allo stato di abbozzo, rappresenta il re (riconoscibile per la corona) baciare sulle labbra una figura che tiene sulle ginocchia, forse una delle figlie. In un rilievo tombale, verosimilmente per la morte della figlia Maketaton, si possono rilevare altri particolari impensabili, come dicevamo, nell'arte precedente ed in quella successiva; i due sovrani Akhenaton e Nefertiti sono riconoscibili dalle corone che indossano (in particolare Nefertiti dall'alto copricapo piatto, detto modio, che indossa nel famoso busto di Berlino): la figura della regina è più alta di quella del Re e questi, in palese atteggiamento di dolore, stringe il polso di Nefertiti quasi a cercarne conforto.

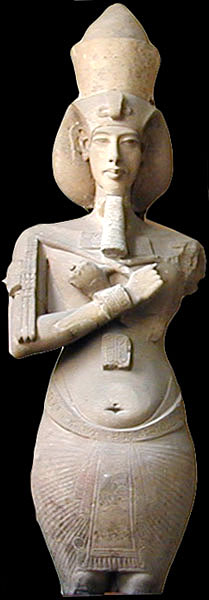
Statua di Akhenaton, Il Cairo, Museo Egizio)

Ma i canoni amarniani, come sopra accennato, giungono al limite della caricatura e non risparmiano, anzi, proprio la famiglia reale. I colossi del faraone Akhenaton, e che ornavano il tempio di Aton, ne sono il classico esempio: occhi a mandorla, labbra carnose, viso allungato, spalle e fianchi stretti, bacino ampio, quasi femminile. In una di tali statue il re è rappresentato nudo ed asessuato; molto si è dibattuto sul significato di tale rappresentazione e un'ipotesi interpreta questa asessualità come una mutilazione di cui era effettivamente vittima Akhenaton, mentre un'altra ipotizza che l'artista avrebbe rappresentato il sovrano nella sua duplice essenza maschile-femminile, come padre e madre della sua terra.
E se la figura del re viene così impietosamente rappresentata, anche la sposa reale, la bellissima Nefertiti, non sfugge al nuovo concetto artistico. In lei, però, viene accentuata una qual sorta di carica erotica che promana da tutte le sue rappresentazioni. Gli abiti, finemente pieghettati, aderiscono e sottolineano le forme, che vengono accentuate proprio nelle parti più rappresentative della femminilità, la vita sottile, i fianchi arrotondati, il pube posto in evidenza, ed anche la semplice bozza di statua ritrovata nell'atelier dello scultore Thutmose emana una carica di sensualità mai vista prima e mai più eguagliata nell'arte egizia, che raggiunge il suo apice nel famosissimo busto della regina rinvenuto nello studio dello stesso scultore ad Amarna ed ora al Museo di Berlino.
A proposito di tale busto, che come noto manca dell'occhio destro (guardando), sono state avanzate ipotesi anche romantico-fantastiche sul motivo di tale incompletezza dell'opera (una sorta di “sfregio” a danno di Nefertiti da parte dello scultore respinto), o realiste secondo cui la regina era davvero cieca da un occhio (ma in tal caso, proprio per il verismo dell'arte amarniana, tale difetto sarebbe stato riportato anche su altre sue rappresentazioni), o che si tratti non di un'opera finita, bensì di uno studio ma in tal caso non si giustificherebbe la completezza del resto del busto.
Ma nell'arte amarniana, il verismo che la contraddistingue, avrà anche una ben precisa valenza storico-cronologica. Si sono potuti datare gli avvenimenti relativi al regno di Akhenaton grazie al numero di figlie rappresentate nei rilievi o nella statuaria: i sovrani avranno complessivamente sei figlie. Il rilievo, sopra accennato, inoltre, relativamente alla morte di una delle figlie, Maketaton o della regina secondaria Kiya, rivela un altro evento di particolare importanza per la storia dell'Egitto, ma più in particolare per la storia dell'archeologia. Accanto alle figure di Akhenaton e Nefertiti, infatti, si può notare una balia che regge, tra le braccia, un bambino. Alle spalle di questa coppia, un portatore di “flabello” quasi a sottolineare la particolare importanza del neonato da cui è derivata la morte della madre, sia essa Maketaton o più verosimilmente, in questo caso, Kiya; secondo una teoria abbastanza accreditata, il bambino sarebbe infatti Tutankhamon.

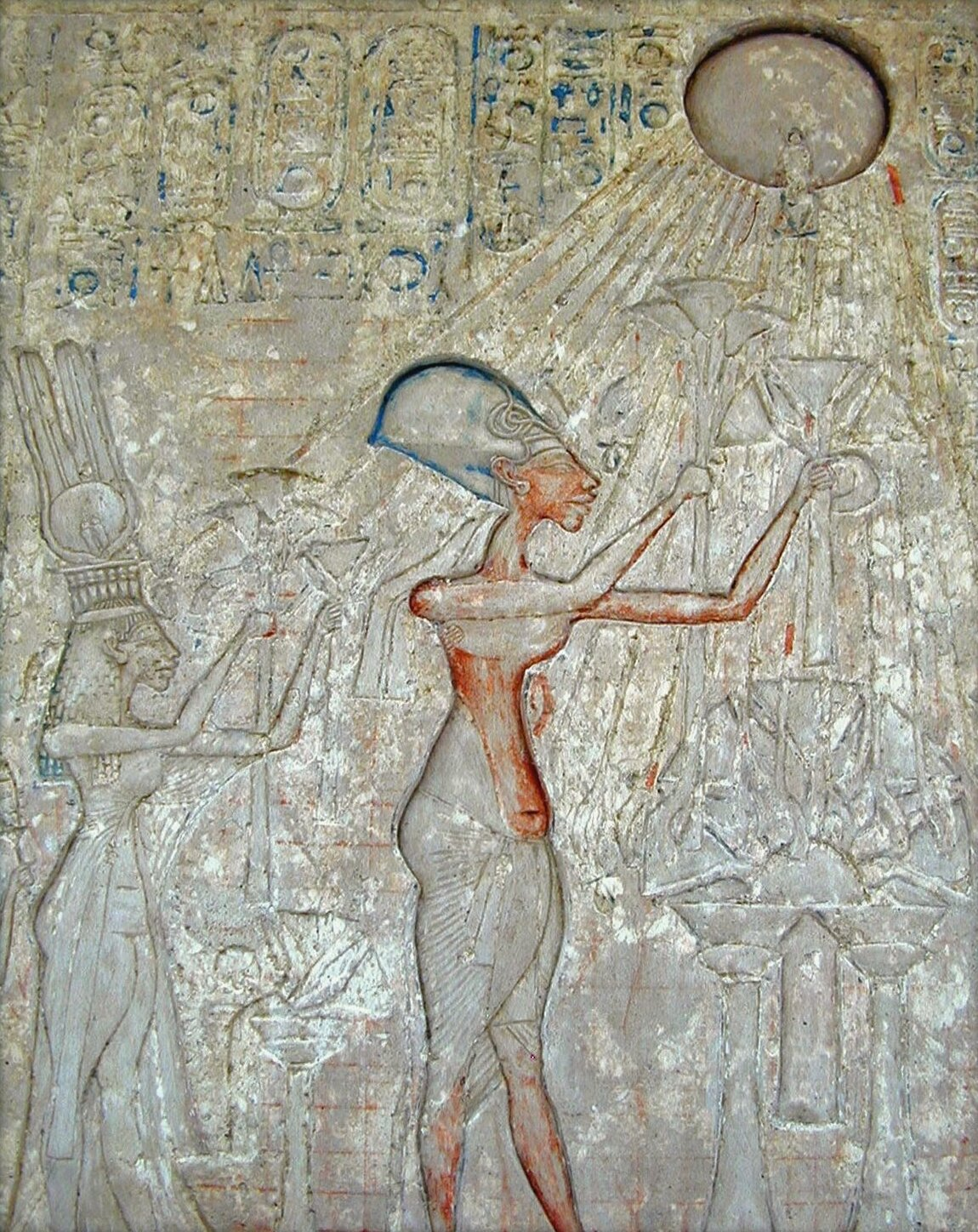
Rilievo con Akhenaton e Nefertiti adoranti Aton, Il Cairo, Museo Egizio
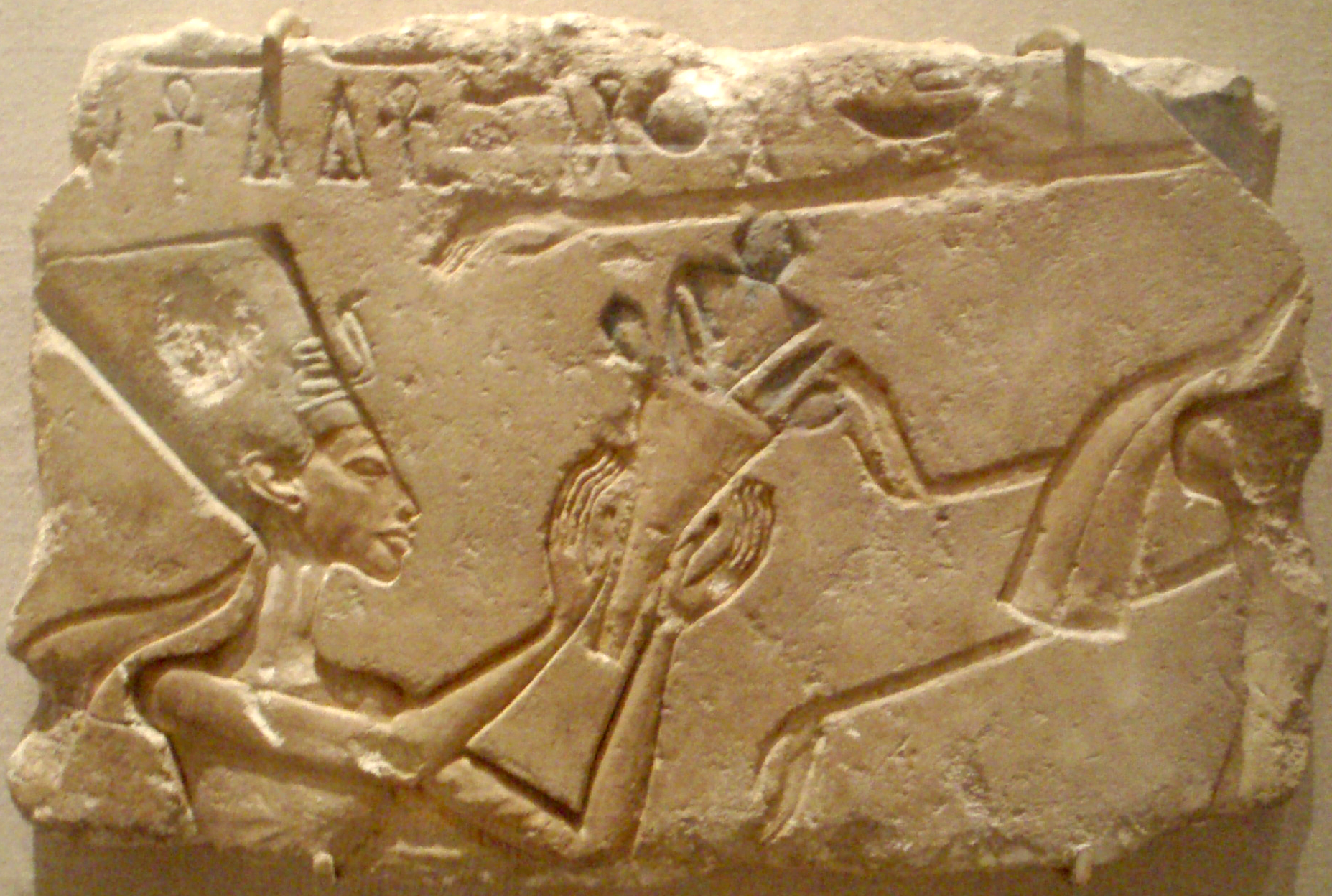
Talatat raffigurante Nefertiti adorante Aton, Brooklyn Museum
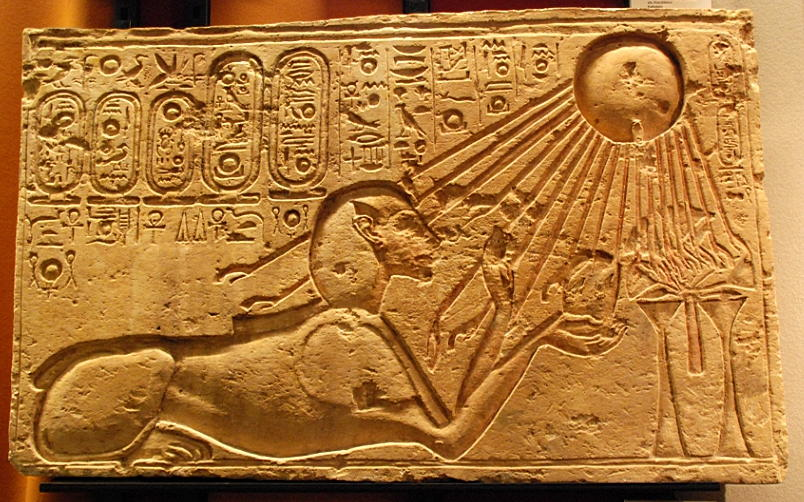
Akhenaton raffigurato come sfinge
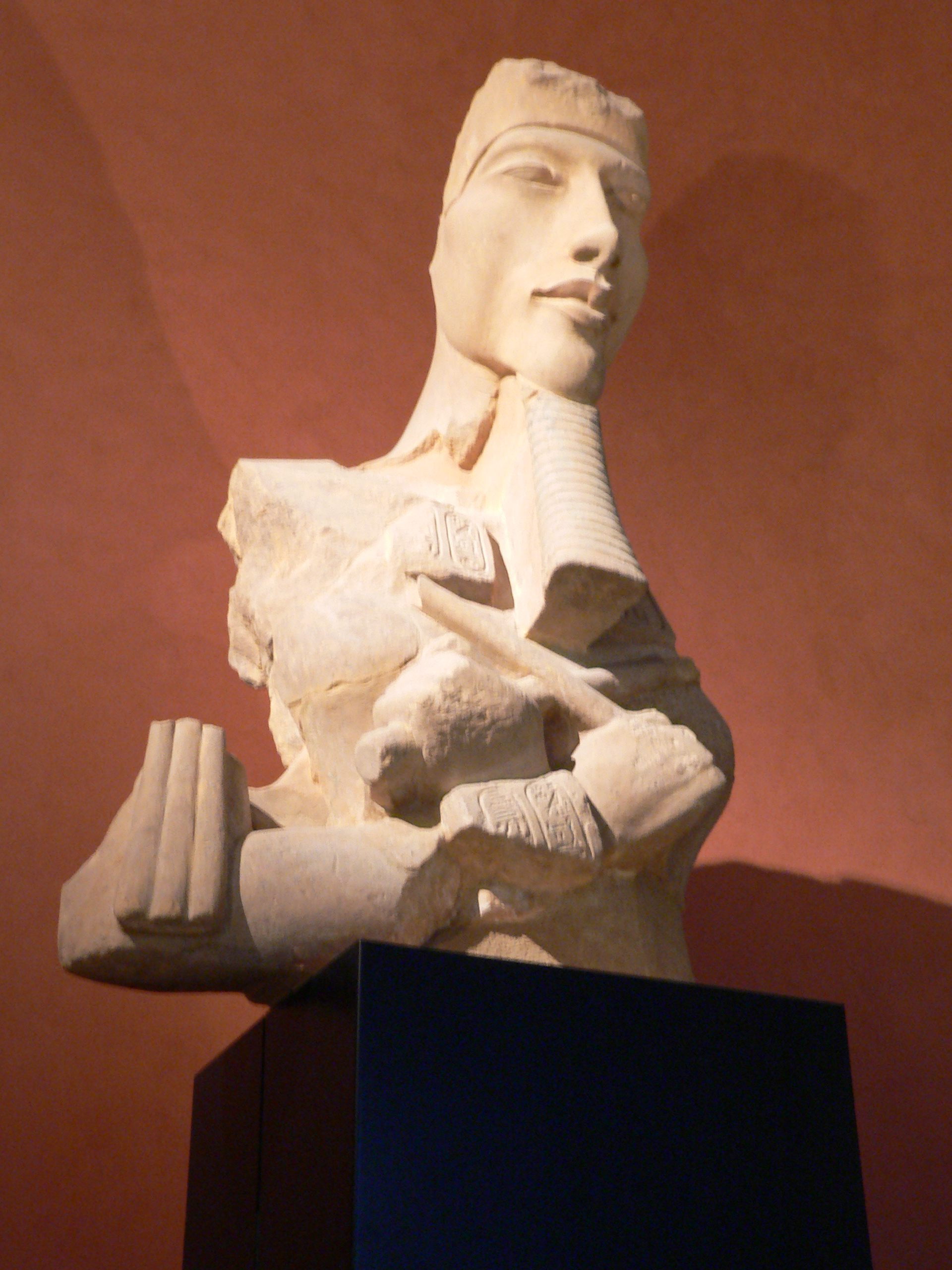
Busto di Akhenaton
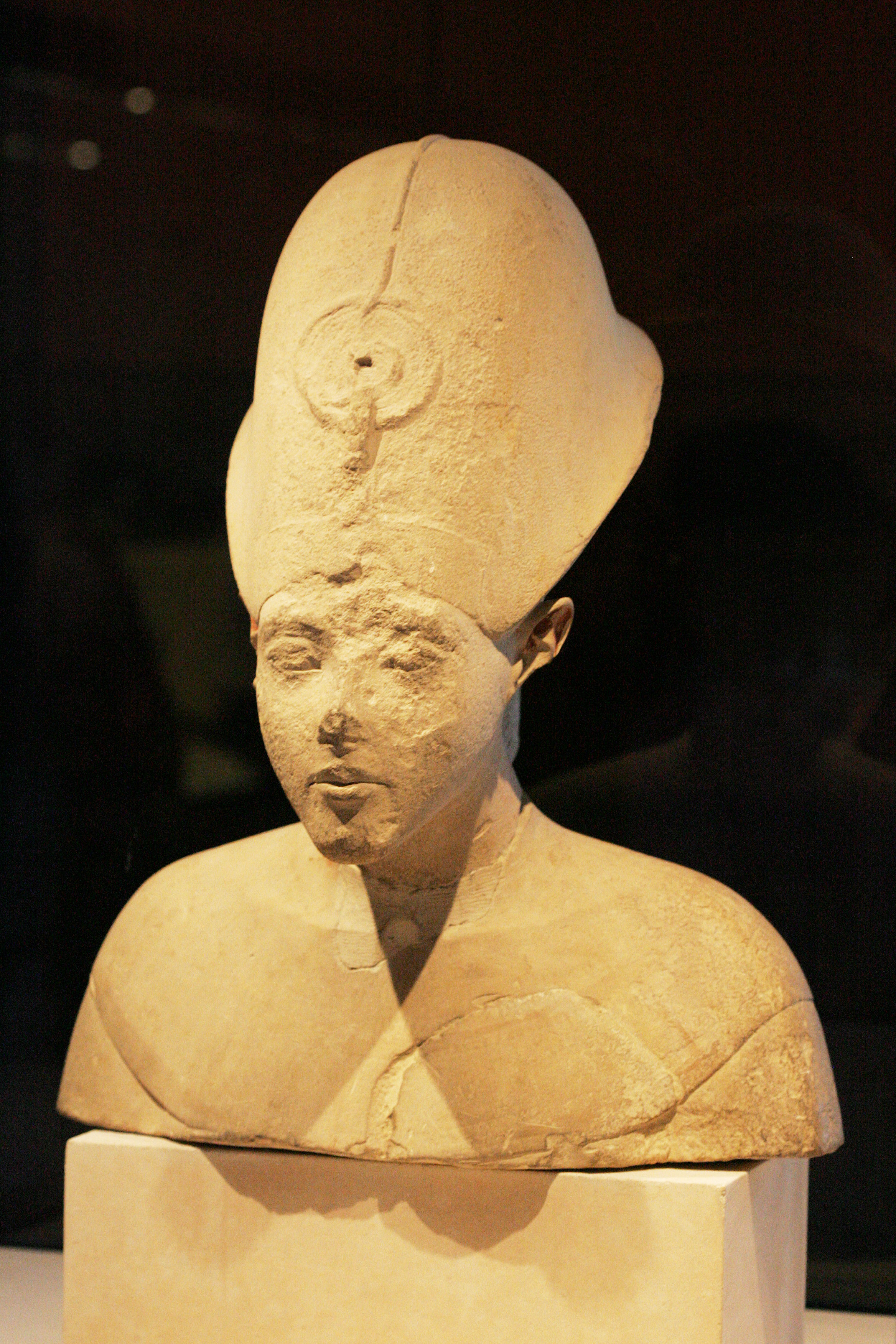
Akhenaton
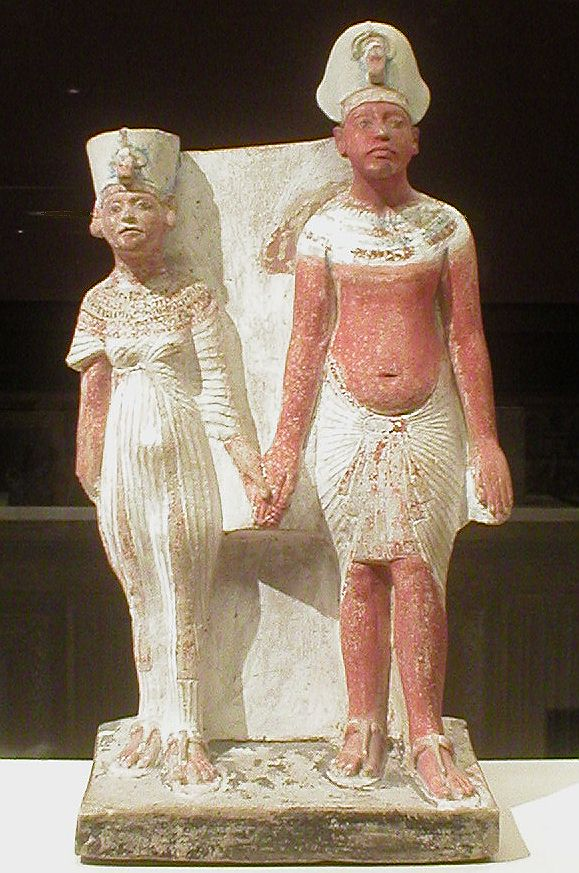
Akhenaton e Nefertiti
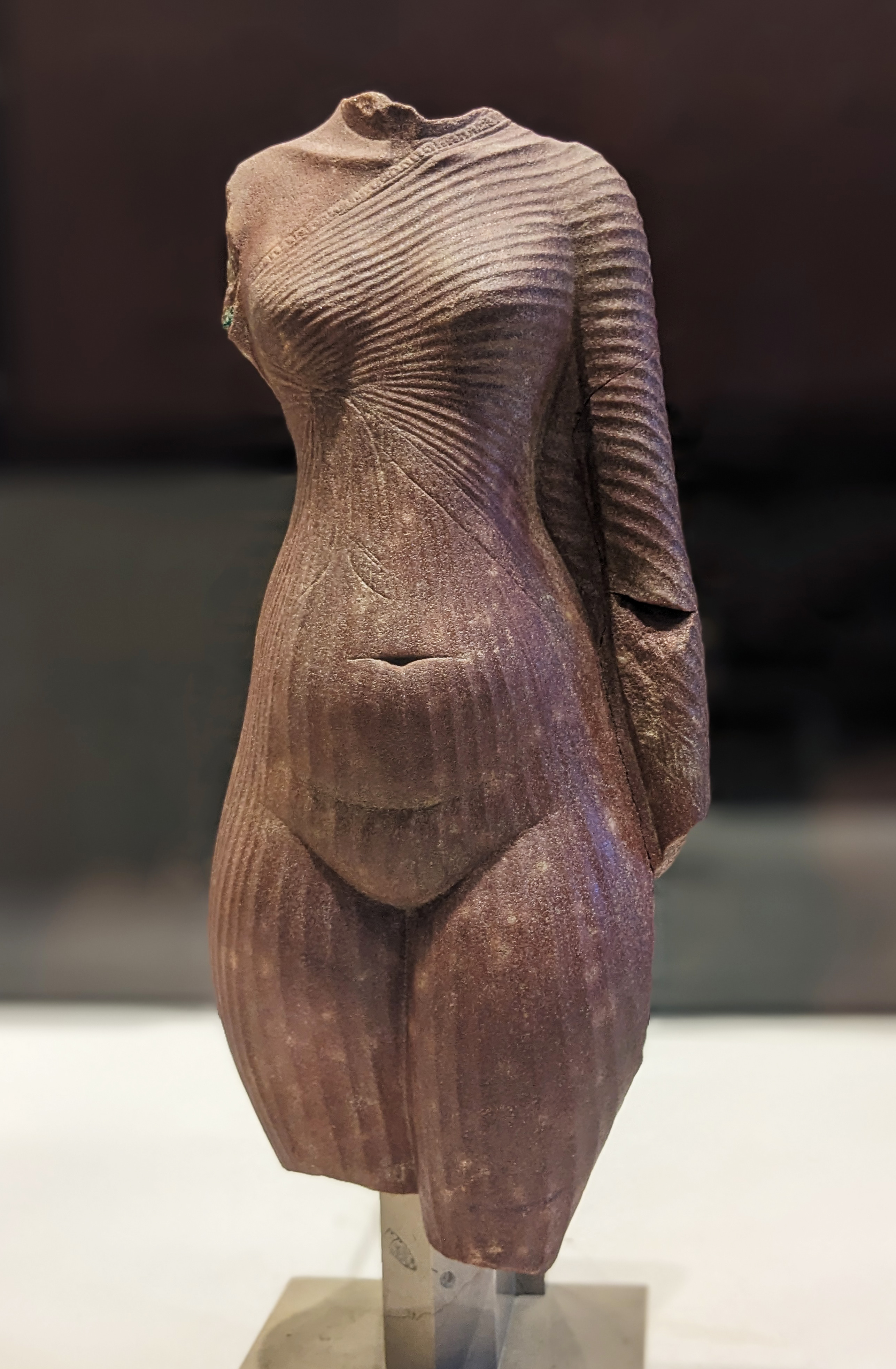
Dorso di Nefertiti, Parigi, Museo del Louvre

## Pittura
Le testimonianze della pittura del periodo amarniano sono purtroppo molto scarse, se ne conservano solo pochi esempi provenienti dal palazzo reale di Akhetaton.
I frammenti che ci sono giunti appartengono sia a superfici d'intonaco parietale, sia a superfici pavimentali, come lo splendido esempio conservato al Museo del Cairo raffigurante uno stagno con cannetti.
Nel periodo amarniano i dipinti venivano eseguiti, per la maggior parte degli esempi conosciuti, stendendo direttamente lo strato pittorico sull'intonaco gessoso asciutto, senza ricorrere all'uso del disegno preparatorio.

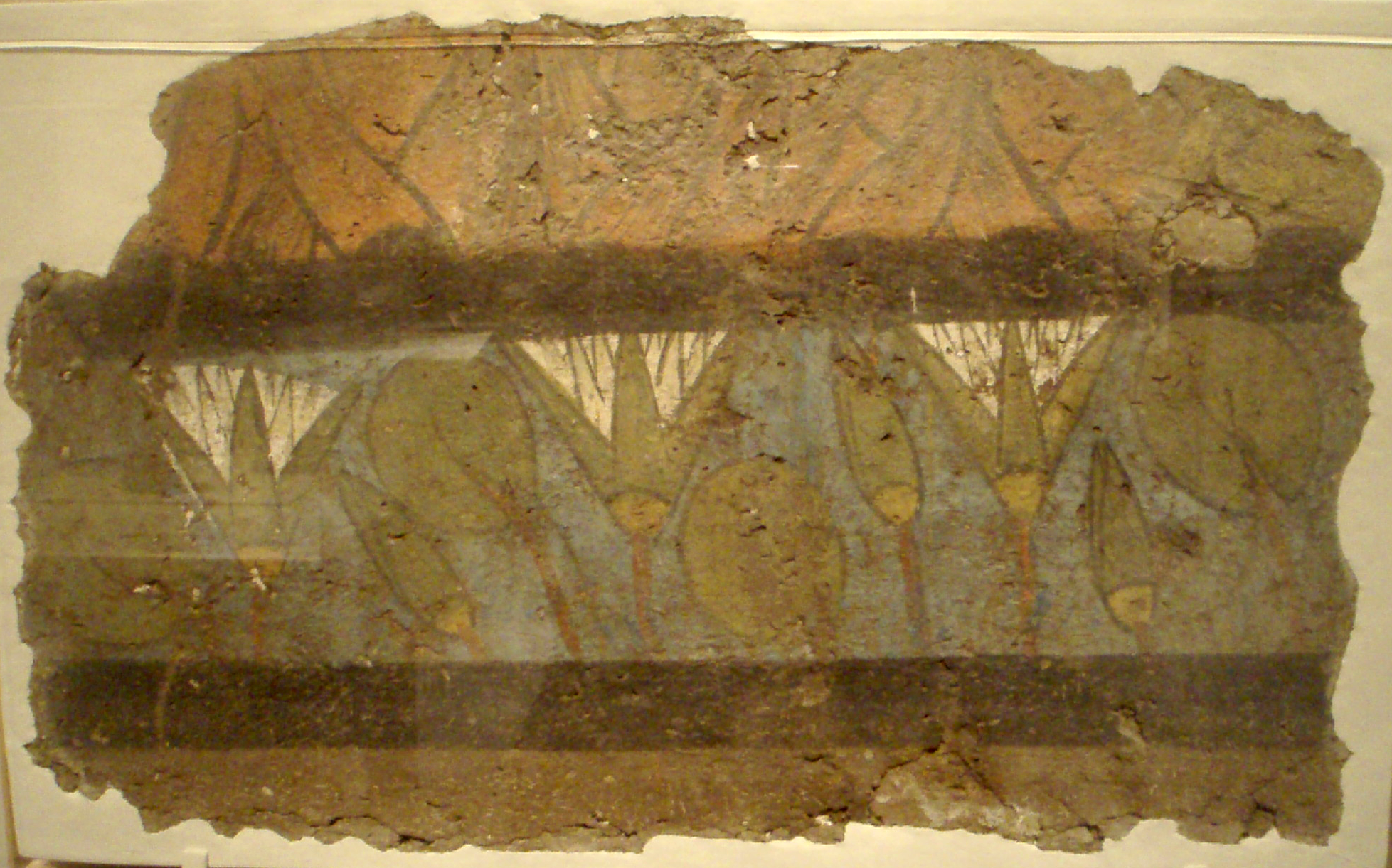
Affreschi dal palazzo reale di Akhenaton, Brooklyn Museum
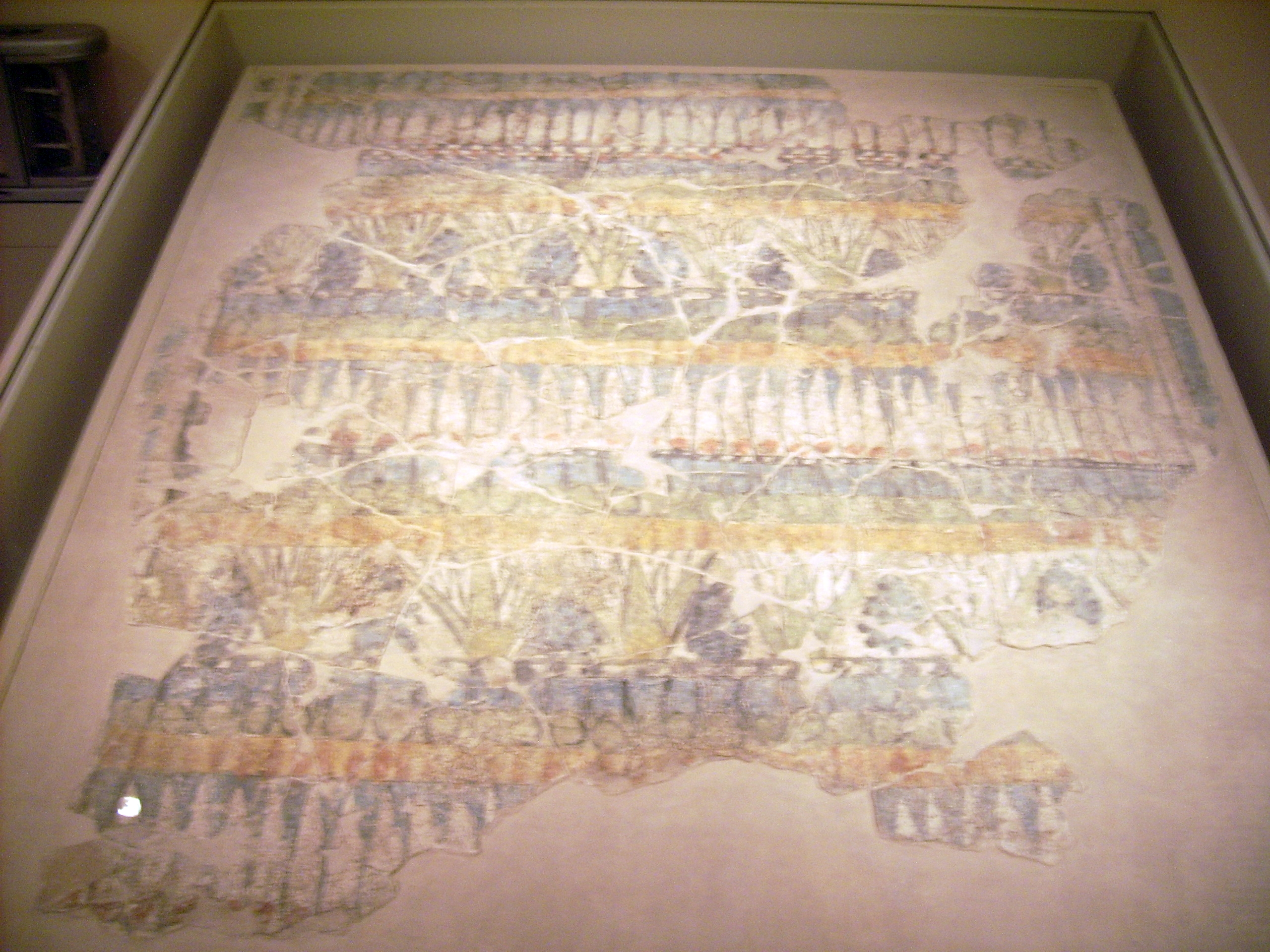
Affreschi del palazzo reale di Akhenaton, Berlino, Staatliche Museen, Agyptisches Museum
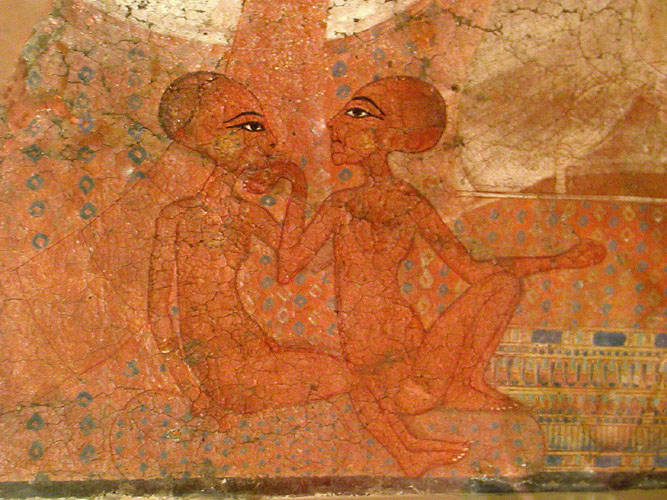
Affreschi raffiguranti due principesse reali